# Droga wojewódzka 444
Die Droga wojewódzka 444 (DW 444) ist eine 50 Kilometer lange Droga wojewódzka (Woiwodschaftsstraße) in der polnischen Woiwodschaft Großpolen, die Krotoszyn mit Ostrzeszów verbindet. Die Strecke liegt im Powiat Krotoszyński, im Powiat Ostrowski und im Powiat Ostrzeszowski.

## Streckenverlauf
Woiwodschaft Großpolen, Powiat Krotoszyński
-  Krotoszyn (Kesselberg, Jarotschin) (DK 15, DK 36)
- Sulmierzyce (Sulmirschütz)

Woiwodschaft Großpolen, Powiat Ostrowski
- Biadaszki
-  Odolanów (Adelnau) (DW 445)
- Świeca (Lichtenfeld)
-  Czarnylas (Schwarzwald) (DK 25)

Woiwodschaft Großpolen, Powiat Ostrzeszowski
- Szklarka Przygodzicka (Glasdorf)
- Lubeszczyk
- Szklarka Myślniewska (Luisenthal)
-  Ostrzeszów (Schildberg) (DK 11, DW 449)